# Tenesmo vescicale
Il tenesmo vescicale è la sensazione di pressione e fastidio in regione uretrale o sovrapubica, che si associa al bisogno di avere necessità di urinare e svuotare in modo più completo la vescica. 
Si tratta di uno stimolo di intensità variabile: nei casi più semplici il paziente può avvertire semplicemente il bisogno di recarsi più spesso in bagno per urinare; nei casi più avanzati oltre alla precedente sensazione compare anche fastidio o vero e proprio dolore sovrapubico e sensazione di non riuscire più a trattenere l'urina. Spesso il tenesmo vescicale si presenta subito dopo la minzione: il paziente riferisce di essere riuscito ad emettere solo poche gocce di urina e può rivolgersi al medico riferendo frasi come: "non sono riuscito a svuotare completamente la vescica", "nella vescica deve essere rimasta una certa quantità d'urina da eliminare", "nonostante abbia urinato sento ancora la necessità di riprovare a urinare".

## Cause
Le cause di tenesmo vescicale possono essere molteplici. Tra quelle che più comunemente comportano questa sensazione abbiamo la cistite cioè un'infiammazione della vescica urinaria, spesso conseguenza di un'infezione delle vie urinarie di tipo ascendente; l'uretrite un'infiammazione, in genere su base infettiva dell'uretra, nella maggior parte dei casi secondaria a traumi o a un'infezione sessualmente trasmessa; le infezioni e le malattie sessualmente trasmissibili (ad esempio gonorrea o l’infezione da Chlamydia trachomatis) che sono normalmente contratte attraverso i rapporti sessuali.
Il tenesmo vescicale è un problema frequente anche nei soggetti con disturbi e disfunzioni della prostata.
Con frequenza minore il disturbo può anche essere secondario ad altri problemi del tratto urinario come ad esempio la litiasi vescicale, sia che i calcoli derivino dal rene e discendano lungo le vie escretrici fino alla vescica, sia che si formino primitivamente a questo livello: il tenesmo in linea di massima si manifesta maggiormente in caso di localizzazione del calcolo in corrispondenza della giunzione uretero-vescicale; una neoplasia maligna vescicale; una stenosi dell’uretra; corpi estranei che si vengono a localizzare nell'uretra o nella vescica.
Il disturbo si associa anche a malattie che non coinvolgono primitivamente la vescica o le vie escretrici, e fra queste le lesioni e i traumi addominali, i traumi della colonna vertebrale, gli interventi chirurgici su colon o retto, la costipazione intestinale, i tumori rettali. 
Nei soggetti di sesso maschile il disturbo si associa spesso a condizioni quali l'ipertrofia prostatica benigna, la prostatite e il cancro della prostata, mentre nelle donne può far seguito a gravidanza, endometriosi e vaginite.

## Segni e sintomi associati
Il tenesmo vescicale è un sintomo di una malattia e non una malattia a sé stante. Pertanto in molti casi può accompagnarsi ad altri segni e sintomi di malattia, fra cui:
- Disuria: minzione difficoltosa
- Stranguria: minzione dolorosa
- Ematuria: presenza di sangue nelle urine
- Emissione di urine torbide o di odore sgradevole
- Pollachiuria: aumento della frequenza delle minzioni
- Ritenzione urinaria: presenza di residuo urinario in vescica, in conseguenza di un'incompleto svuotamento
- Incontinenza urinaria
- Prurito genitale
- Secrezioni uretrali

## Trattamento
Il trattamento non farmacologico del disturbo consiste in una assunzione adeguata di liquidi, nella regolarizzazione delle abitudini di minzione (ad esempio mingere tendenzialmente alla stessa ora), e nell'evitare di assumere sostanze come caffeina e alcool.
Il trattamento farmacologico comprende invece il ricorso a sostanze ad azione antispastica (ossibutinina 2,5-5 mg ogni 6-8 ore; tolterodina 2 mg ogni 12 ore), antidepressivi triciclici (amitriptilina o imipramina 25-50 mg durante la notte), anticolinergici (scopolamina-N-butilbromuro 60-120 mg nelle 24 ore).